# Le Mas-d'Agenais
Le Mas-d'Agenais é uma comuna francesa na região administrativa da Nova Aquitânia, no departamento Lot-et-Garonne. Estende-se por uma área de 21,03 km². Em 2010 a comuna tinha 1 521 habitantes (densidade: 72,3 hab./km²).